# (11542) Solikamsk
(11542) Solikamsk est un astéroïde de la ceinture principale.

## Description
(11542) Solikamsk est un astéroïde de la ceinture principale. Il fut découvert par Eric Walter Elst le 22 septembre 1992 à l'observatoire de La Silla. Il présente une orbite caractérisée par un demi-grand axe de 3,95 UA, une excentricité de 0,24 et une inclinaison de 6,86° par rapport à l'écliptique.
Il fut nommé en hommage à la ville russe de Solikamsk, célèbre pour ses mines de sel.

## Compléments